# ДГ арена
ДГ арена (раније: Стадион Стари Рибњак) јесте фудбалски стадион у предграђу Доња Горица у Подгорици, главном граду Црне Горе. Налази се на обали ријеке Мораче. Користи се за фудбалске утакмице и домаћи је терен ФК Подгорица и ОФК Младост ДГ.

## Историја
Стадион Стари Рибњак изграђен је 1970. године, када је основан стари клуб ОФК Младост Љешкопоље. Током 2015. године започео је пројекат реновирања стадиона и изградње спортског комплекса на истом месту. Први стадион, са вештачком травом, рефлекторима и капацитетом од 1.000 места, отворен је 21. маја 2016. Две године након тога изграђена је ДГ арена. Са 4.300 места, садржајима као додатним тереном и другим, испуњава критеријуме за првенствене утакмице.
Акроним ДГ означава скраћени назив приградског насеља Доња Горица. ФК Подгорица данас игра утакмице прве лиге на ДГ арени, док је још један стални корисник стадиона нижерангирани клуб Младост ДГ.
Терен је димензија 105 х 65 метара. Стадион има двије трибине укупног капацитета 4.000 места. Осим тога, биће придодата још три додатна терена — један с вјештачком травом, која већ постоји, као и два с природном травом.